# 前1600年代
| 千纪： | 前2千纪 |
| 世纪： | 前18世纪 \| 前17世纪 \| 前16世纪                                                                                     |
| 年代： | 前1630年代 \| 前1620年代 \| 前1610年代 \| 前1600年代 \| 前1590年代 \| 前1580年代 \| 前1570年代                       |
| 年份： | 前1609年 \| 前1608年 \| 前1607年 \| 前1606年 \| 前1605年 \| 前1604年 \| 前1603年 \| 前1602年 \| 前1601年 \| 前1600年 |

## 重要事件及趋势
- 埃及第十四王朝结束
- 现存最古老的天文文件，在巴比伦图书馆的亚述巴尼拔对于金星出现的21年的纪录。
- 印度河流域文明结束。
- 埃及被亚洲喜克索斯人征服。
- 约公元前1600年 - 商代在中国建立。

## 重要人物
- 前1602年—闪姆去世，诺亚的儿子